# Giupponia chagasi
Giupponia chagasi is een hooiwagen uit de familie Gonyleptidae.